# Карма-бакши
Ка́рма-ба́гши (тиб. ཀར་མ་པ་ཀཤི་, Вайли kar ma pa kshi; монг. Гарма багш), Чо́кьи Дзи́нпа (1204—1283) — Гьялва Кармапа II, второй глава традиции Карма Кагью, махасиддха, проповедник тибетского буддизма в Монголии и Китае.

## Биография

### Ранние годы
Родился в 1204 году в Чилэй Цакто (Восточный Тибет) и по материнской линии принадлежал к старому тибетскому царскому роду Ярлунг. В шесть лет самостоятельно научился писать и читать, в десять — с первого прочтения полностью запоминал текст. Во время первого монашеского посвящения получил имя Чокьи Дзинпа.

### Признание перерождением
По пути в У-Цанг, Центральный Тибет, куда он отправился для продолжения образования, встретил Помдрагпу Сонам Дордже, получившего полную передачу поучений и методов школы Карма Кагью от Дрогена Речёна, преемника первого Кармапы. В виде́нии Помдрагпа, обнаружил, что его новый ученик является перерождением (тулку) Дюсум Кхьенпы. На это также было указано в письме, которое Кармапа оставил Дрогёну Речену. От Помдрагпы новопризнанный Кармапа получил полный комплекс посвящений школы Карма Кагью. Акт признания Чокьи Дзинпы в качестве перерождения известного буддийского учителя, и его прав на имущество и статус покойного не имел в Тибете прецедентов. С этого времени опознание перерождений и их интронизация становится в Тибете всё более регулярной практикой и охватывает также другие школы.

### Деятельность в Тибете

Мантра Авалокитешвары «Ом мани падме хум», написанная по-тибетски.

Первую половину жизни Чокьи Дзинпа посвятил медитационным затворам. Кроме того, он отреставрировал монастырь Карма Гён, основанный первым Кармапой, и был известен также за то, что привнёс в тибетскую народную культуру обычай повторять мантру Авалокитешвары «Ом мани падме хум». Благодаря своей славе и активной деятельности лама Чойдзин расширил известность школы Карма Кагью вплоть до Китая и Монголии. В 1252 году он получил приглашение ко двору от будущего монгольского императора, основателя династии Юань хана Хубилая, однако не сразу его принял.

### Пребывание в Пекине
Кармапа Чойдзин прибыл в Пекин лишь через три года после приглашения его Хубилаем, однако в 1253 году приглашение Хубилая принял молодой Пагба-лама из другой влиятельной тибетской школы — сакья. Ко времени прибытия Кармапы в 1255 году Пагба-лама сумел укрепиться при дворе и стать личным наставником (кит. ти ши) Хубилая. Согласно источникам, Хубилай был поражён демонстрацией магических способностей Кармапы:
Хотя хутухта-лама [т.е. Пагба-лама] превосходит мудростью наставлений, но этот чумазый лама сильнее его в мудрости познания.
Видимо, именно при дворе Хубилая за Кармапой II закрепилось монгольское прозвище «багши» (монг. учитель), усвоенное тибетской традицией. Согласно Марко Поло, описавшего в своей «Книге о разнообразии мира» придворный быт Хубилая, монголы называли этим словом целый ряд духовных особ:
...Знахари эти зовутся тибетцами и кашмирцами; то два народа идолопоклонников; заговоров и дьявольского колдовства знают они больше, нежели  кто-либо; все  их дела - дьявольское колдовство, а народ уверяют, что творят то с Божьей помощью и по своей святости... Бакши эти, о которых вам рассказывал, по правде, знают множество заговоров и творят вот какие великие чудеса: сидит великий хан в своем главном покое, за столом; стол тот повыше осьми локтей, а чаши расставлены в покое, по полу, шагах в  десяти от стола; разливают по ним вино, молоко и другие хорошие питья. По наговорам да по колдовству этих ловких знахарей-бакши полные чаши сами собою поднимаются с полу, где они стояли, и несутся к великому хану... 
 Монастыри и аббатства у них большие: есть здесь, скажу вам, большой монастырь с маленький город, там более двух тысяч  ихних  монахов; одеваются монахи благороднее прочего  народа. Голову  и бороду бреют. Идолам  своим устраивают  большие празднества, с великим пением и с великим, никогда не виданным освещением. Между бакши есть такие, которым разрешено жен брать, они это и делают, женятся, и детей у них много.
Хубилай получил от Карма-багши некоторые поучения, в частности, практику «зарождения бодхичитты», однако его супруга, Цамбуй-хатун, преданная Пагба-ламе, обеспокоилась растущим влиянием Кармапы при дворе. В конечном итоге, в результате очередного состязания с Пагба-ламой, Хубилай счёл, что Карма-багши уступает ему в искусстве магии, и выслал Карма-багши из Пекина.

### Деятельность в Каракоруме
После отъезда из Пекина Карма-багши прибыл в столицу монгольской империи, Каракорум, где стал ближайшим учителем брата Хубилая хана Мунке. Мункэ, в то время уже бывший покровителем придворных лам-тибетцев из другой традиции линии кагью — Дрикунг, пожаловал Кармапе титул «государственного наставника» (кит. го ши), Кармапа же признал его как своего ученика в прошлой жизни. Именно Мункэ преподнёс Карма-багши т. н. «чёрную шапку» (тиб. zhwa nag po), ставшую переходящей реликвией всей линии перерожденцев Кармапы.
По инициативе Мункэ и при поддержке Карма-багши в 1258 году была начата кампания по переводу классической буддийской литературы на монгольский язык; в частности, были переведены «Бодхичарья-аватара» Шантидэвы и «Драгоценная сокровищница назидательных речений» Сакья-пандиты, а также «Сутра золотого блеска», обосновывающая высшую власть монарха.

### Последние годы в Монгольской империи
После смерти Мунке в 1259 году Хубилай перенес столицу Монгольской империи из Каракорума в Пекин и стал первым императором династии Юань и пятым Великим ханом монгольской империи. Хубилай, вероятно считал Кармапу, который отказался от его приглашения и остался в Каракоруме, сторонником своего соперника, младшего брата Ариг-Буги. После разгрома Ариг-Буги Хубилай приказал арестовать Карма-бакши.
Согласно легендам, каждая попытка задержать и убить Кармапу проваливалась благодаря чудесным способностям последнего. Так, однажды Кармапа якобы «заморозил» на месте войско из 37.000 солдат силой мудры. Однако в 1261 году на тибетско-монгольской границе Карма-багши был всё же схвачен и отправлен в заключение вместе с двумя своими лучшими учениками — йогином Ургьенпой Ринченпэлом и Еше Вангчугом. Вновь продемонстрировав сиддхи, Кармапа был освобождён Хубилаем и впоследствии прожил несколько лет при пекинском дворе, основав в Китае несколько небольших кагьюпинских монастырей. Но большого влияния он не получил. и незадолго до смерти вернулся в Цурпху, в Тибет.
Дхармасвамин Карма Паши скончался в третий день третьего месяца года Воды-Овцы (1283). Затем он исполнил ритуал переноса сознания (санскр. паракая правеша, тиб. 'gron-'jug) (в тело умершего мальчика) в Толун Парцэне. Но родители мальчика, решив, что их сын умер, прокололи иглой его глаза. Таким образом, знаки не совпали, и Кармапа не смог воплотиться в этом теле. Затем Дхармасвамин в виде существа промежуточной стадии отправился в Цэпу-ганшур-мо - место рождения досточтимого Милы, и был посвящён в мандалу 62 божеств Шри Самвары. После этого он узрел утробу своей будущей матери в виде хрустального дворца. Сосредоточившись и собравшись, он внедрился в неё, и мысли о страдании не возникли у него".